# アマースト (マサチューセッツ州)
アマースト（英: Amherst）は、アメリカ合衆国マサチューセッツ州のハンプシャー郡にある町。人口は3万9263人（2020年）で、郡内最大である（郡庁所在地はノーサンプトン）。名門マサチューセッツ大学アマースト校、アマースト大学、ハンプシャー・カレッジの3校が立地する学園都市。
アマーストはスプリングフィールドの北東29キロメートルに位置し、スプリングフィールド都市圏に属している。広域ではハートフォード・スプリングフィールド知識回廊都市圏の最北にある町と見なされている。
国内の同じく「Amherst」（アムハースト）と書かれる町とは異なり、この町は「h」が黙字になって「AM-erst」と発音され、地元では住民が政治に活動的なことにひっかけて、「『h』のみが無音」という言い回しがある。
町の中では、アマーストセンター、ノースアマースト、サウスアマーストの地域社会が国勢調査指定地域になっている（アマーストは基礎的統計単位になっておらず、これら3つの集計値となる）。

## 歴史
現在アマーストを構成する土地に関する最古の文書は、1658年12月付でスプリングフィールドのジョン・ピンチョンと3人のインディアンの間に交わされた土地権利譲渡証書である。3人のインディアンはアンパンクラ、クオンクオント、チックワロップとされている。この証書に拠れば、「コネチカット川のノルウォトッグ・インディアン」が、「200ファソムの貝殻ビーズと20ファソム、および1つの大きな8ファソムのコート、チックワロップの信頼、さらに幾つかの小さな贈り物」と交換に全地域を売ったことになっている（ファソムは1.8 m）。アマーストは2009年に設立250周年を祝った。アマースト250周年祝祭委員会は、2009年を通して町全体の活動の創造と実行を監督するために設立された。アマースト歴史協会も行事を実行しており、その中にはエリザベス・M・シャープが著した『アマーストの A から Z』の出版もあった。
1727年、最初の恒久的イングランド人開拓者がこの地に入ったとき、この地と周辺地域（現在のサウスハドリーやグランビーを含む）はハドリーの町に属していた。1734年に選挙区となり、1759年に町に昇格した。
アマーストが法人化されるとき、植民地総督が初代アマースト男爵ジェフリー・アマーストに因んで町の名前を付けた。当時の植民地総督の多くが新しく町にした所にその名前を付けており、それがアメリカ合衆国北東部の幾つかの町にこの名が付けられている理由である。ジェフリー・アマーストはフレンチ・インディアン戦争の英雄であり、伝説に拠ればイギリスのために独力でカナダを勝ち取り、北アメリカからフランスを駆逐したことになっている。アマーストはアメリカ独立戦争のときにアメリカ側を支持し、イギリスのために戦うよりもその任務から辞任する道を選んだと、人民は考えている。実際には戦中もイギリスに仕えたままであり、北アメリカではなくイギリス本国で、このころ提案されていたフランスとスペインによる1779年の無敵艦隊に対してイギリスの防御を組織化した。それでも先のフレンチ・インディアン戦争におけるその功績はニューイングランドで人気があった。またアマーストが部下に宛てた手紙の中で、インディアンに対する戦闘において天然痘に汚染された毛布を使用することを推薦したという悪評もある。その手紙には「この忌まわしい人種の絶滅に貢献できる他の手段」と共にと記されていた。このために、時として町の名前を変えようという運動が何度か起こって来た。提案された新しい名前には、詩人エミリー・ディキンソンに因むエミリーもあった。
アメリカ独立戦争も終わった1786年、故郷に帰って来た多くの兵士は、戦争中に事業やその資産の運営に関われなかったために、負債を背負っていることが分かった。農夫は税金や負債を払うことができず、その資産や家畜を裁判所に押収された。独立戦争で大尉に昇進していたペラムの住人ダニエル・シェイズがシェイズの反乱を起こした。これは1787年5月17日に始まったフィラデルフィア憲法制定会議に強い推進力を与えることになった。

## 地理と気候
アメリカ合衆国国勢調査局に拠れば、市域全面積は27.8平方マイル (72.0 km2)であり、このうち陸地27.7平方マイル (71.7 km2)、水域は0.04平方マイル (0.1 km2)で水域率は0.14%である。西はハドリー、北はサンダーランドとレバレット、東はシューツベリー、ペラム、ベルチャータウン、南はグランビーとサウスハドリーの各町に接している。町内の最高地点はノーウォタック山の北峰である。この峰はグランビーにあるが、町内の最高地点はその数ヤード離れた所にあり、標高は約1,100フィート (330 m) である。州の北側州境と南側州境のほぼ中間にある。町の対話型地図は	Town of Amherst GISを参照。
| アマースト（1981-2010年平均）の気候 | アマースト（1981-2010年平均）の気候 | アマースト（1981-2010年平均）の気候 | アマースト（1981-2010年平均）の気候 | アマースト（1981-2010年平均）の気候 | アマースト（1981-2010年平均）の気候 | アマースト（1981-2010年平均）の気候 | アマースト（1981-2010年平均）の気候 | アマースト（1981-2010年平均）の気候 | アマースト（1981-2010年平均）の気候 | アマースト（1981-2010年平均）の気候 | アマースト（1981-2010年平均）の気候 | アマースト（1981-2010年平均）の気候 | アマースト（1981-2010年平均）の気候 |
| 月                                  | 1月                                 | 2月                                 | 3月                                 | 4月                                 | 5月                                 | 6月                                 | 7月                                 | 8月                                 | 9月                                 | 10月                                | 11月                                | 12月                                | 年                                  |
| ----------------------------------- | ----------------------------------- | ----------------------------------- | ----------------------------------- | ----------------------------------- | ----------------------------------- | ----------------------------------- | ----------------------------------- | ----------------------------------- | ----------------------------------- | ----------------------------------- | ----------------------------------- | ----------------------------------- | ----------------------------------- |
| 最高気温記録 °F （°C）              | 70 (21)                             | 70 (21)                             | 85 (29)                             | 93 (34)                             | 98 (37)                             | 101 (38)                            | 104 (40)                            | 100 (38)                            | 99 (37)                             | 90 (32)                             | 82 (28)                             | 72 (22)                             | 104 (40)                            |
| 平均最高気温 °F （°C）              | 34.6 (1.4)                          | 38.3 (3.5)                          | 46.5 (8.1)                          | 59.4 (15.2)                         | 70.2 (21.2)                         | 78.7 (25.9)                         | 83.4 (28.6)                         | 81.9 (27.7)                         | 74.5 (23.6)                         | 62.3 (16.8)                         | 50.8 (10.4)                         | 39.2 (4)                            | 59.98 (15.53)                       |
| 平均最低気温 °F （°C）              | 13.2 (−10.4)                        | 16.2 (−8.8)                         | 24.4 (−4.2)                         | 34.6 (1.4)                          | 44.8 (7.1)                          | 54.7 (12.6)                         | 59.3 (15.2)                         | 57.6 (14.2)                         | 49.2 (9.6)                          | 37.4 (3)                            | 29.7 (−1.3)                         | 20.0 (−6.7)                         | 36.76 (2.64)                        |
| 最低気温記録 °F （°C）              | −30 (−34)                           | −27 (−33)                           | −17 (−27)                           | 8 (−13)                             | 24 (−4)                             | 29 (−2)                             | 39 (4)                              | 32 (0)                              | 25 (−4)                             | 12 (−11)                            | −4 (−20)                            | −22 (−30)                           | −30 (−34)                           |
| 降水量 inch （mm）                  | 3.31 (84.1)                         | 3.12 (79.2)                         | 3.55 (90.2)                         | 3.87 (98.3)                         | 4.10 (104.1)                        | 4.12 (104.6)                        | 4.06 (103.1)                        | 3.71 (94.2)                         | 4.19 (106.4)                        | 4.75 (120.7)                        | 3.85 (97.8)                         | 3.48 (88.4)                         | 46.11 (1,171.2)                     |
| 降雪量 inch （cm）                  | 12.7 (32.3)                         | 9.4 (23.9)                          | 6.9 (17.5)                          | 1.3 (3.3)                           | 0 (0)                               | 0 (0)                               | 0 (0)                               | 0 (0)                               | 0 (0)                               | 0 (0)                               | 2.0 (5.1)                           | 8.7 (22.1)                          | 41.0 (104.1)                        |
| 平均降水日数 （≥0.01 in）           | 10.2                                | 8.6                                 | 10.1                                | 10.9                                | 12.5                                | 11.5                                | 10.4                                | 10.0                                | 9.0                                 | 9.8                                 | 10.2                                | 10.1                                | 123.3                               |
| 平均降雪日数 （≥0.1 in）            | 5.5                                 | 4.0                                 | 2.7                                 | 0.4                                 | 0                                   | 0                                   | 0                                   | 0                                   | 0                                   | 0.1                                 | 1.0                                 | 3.4                                 | 17.1                                |
| 出典：NOAA                          |                                     |                                     |                                     |                                     |                                     |                                     |                                     |                                     |                                     |                                     |                                     |                                     |                                     |

## 人口動態
以下は2008年の人口推計データである。

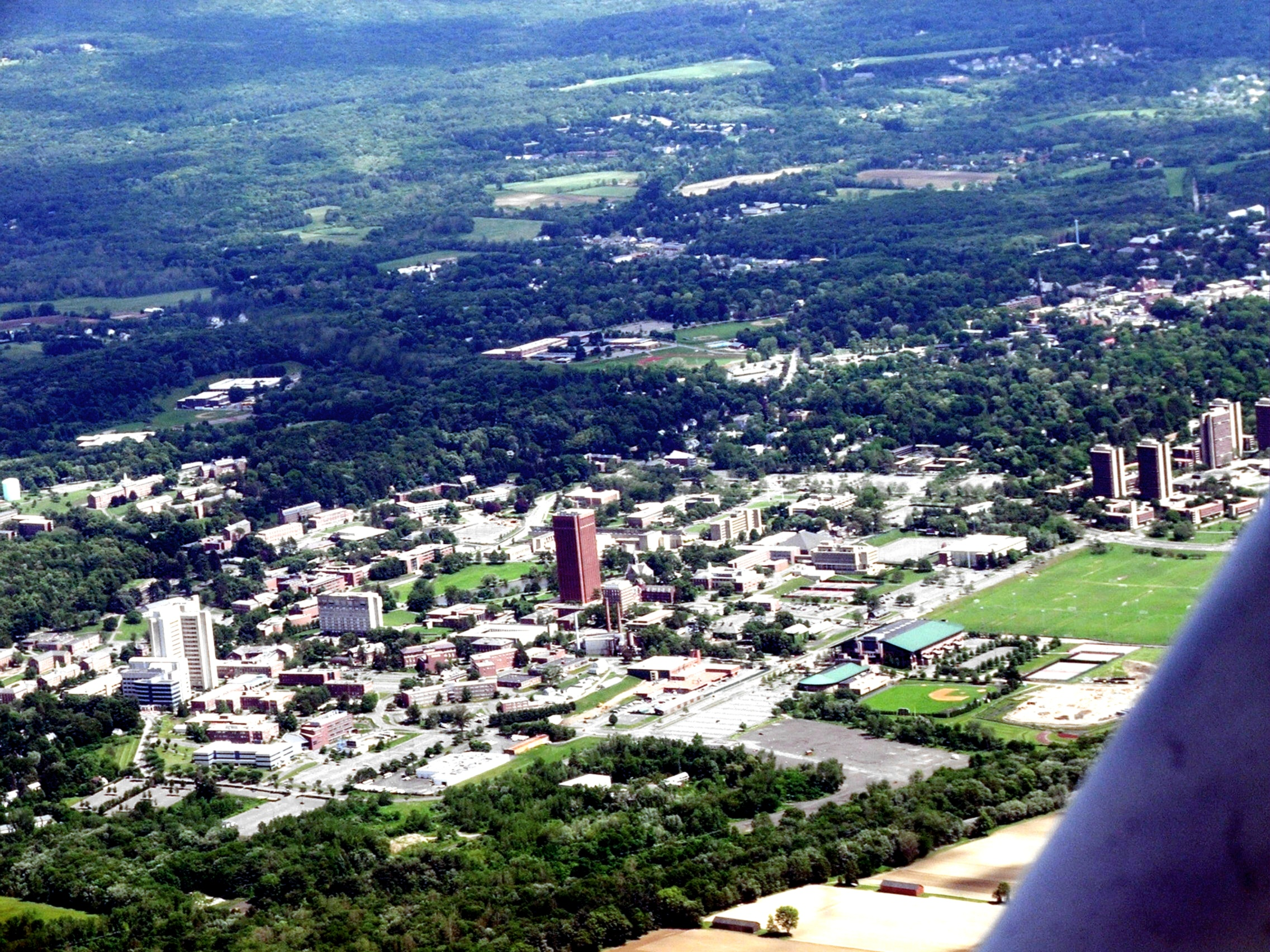
マサチューセッツ大学、南東を望む

| 基礎データ - 人口: 35,564 人 - 世帯数: 9,174 世帯 - 家族数: 4,550 家族 - 人口密度: 485.7人/km2（1,283.4人/mi2） - 住居数: 9,427 軒 - 住居密度: 131.3軒/km2（340.1軒/mi2） 人種別人口構成 - 白人: 76.7% - アフリカン・アメリカン: 5.10% - ネイティブ・アメリカン: 0.21% - アジア人: 9.02% - 太平洋諸島系: 0.09% - その他の人種: 2.89% - 混血: 3.35% - ヒスパニック・ラテン系: 6.19% 年齢別人口構成 - 18歳未満: 12.8% - 18-24歳: 50.0% - 25-44歳: 17.2% - 45-64歳: 13.4% - 65歳以上: 6.6% - 年齢の中央値: 22歳 - 性比（女性100人あたり男性の人口） - 総人口: 91.6 - 18歳以上: 88.8 | 世帯と家族（対世帯数） - 18歳未満の子供がいる: 27.0% - 結婚・同居している夫婦: 36.4% - 未婚・離婚・死別女性が世帯主: 10.8% - 非家族世帯: 50.4% - 単身世帯: 28.6% - 65歳以上の老人1人暮らし: 8.6% - 平均構成人数 - 世帯: 2.45人 - 家族: 2.97人 収入と家計 - 収入の中央値 - 世帯: 40,017米ドル - 家族: 61,237米ドル - 性別 - 男性: 44,795米ドル - 女性: 32,672米ドル - 人口1人あたり収入: 17,427米ドル - 貧困線以下 - 対人口: 20.2% - 対家族数: 7.2% - 18歳未満: 9.3% - 65歳以上: 3.5% |

2010年のアメリカン・コミュニティ・サーベイによる5年間推計に拠ると、自家、借家を含め家屋当たり収入の中央値は50,063米ドルとなっていた。自家所有者の収入中央値は100,208米ドルであり、借家の場合は23,925米ドルだった。町内の借家に入っているのは主に学生なので、この2つの値の大きな差が高い貧困率と低い収入中央値を説明している。
25歳以上の住民の中で41.7%は大学卒以上の学歴であり、高校を卒業していない者は僅か4.9%に過ぎなかった。町内の産業では教育、医療、社会サービスの比率が高く、合わせて労働力の51.9%を雇用している。
上記の統計データには数多い学生の数字が全て入っている訳ではない。2010年時点の学生数は約3万人居り、その多くは年間の一部を町で過ごしているだけである。マサチューセッツ大学アマースト校、アマースト大学、ハンプシャー・カレッジに関する一定時期および全期間居住者が多く、学生の多くは町のリベラルな政治に関わっている。
| 政党別登録有権者数、2006年10月18日時点 | 政党別登録有権者数、2006年10月18日時点 | 政党別登録有権者数、2006年10月18日時点 | 政党別登録有権者数、2006年10月18日時点 |
| 政党                                   | 有権者数                               | 比率                                   |                                        |
| -------------------------------------- | -------------------------------------- | -------------------------------------- | -------------------------------------- |
| 民主党                                 | 8,350                                  | 49.18%                                 |                                        |
| 共和党                                 | 1,076                                  | 6.34%                                  |                                        |
| 無党派                                 | 7,228                                  | 42.57%                                 |                                        |
| 少数党                                 | 326                                    | 1.92%                                  |                                        |
| 合計                                   | 16,980                                 | 100%                                   |                                        |

## 市政府と政治

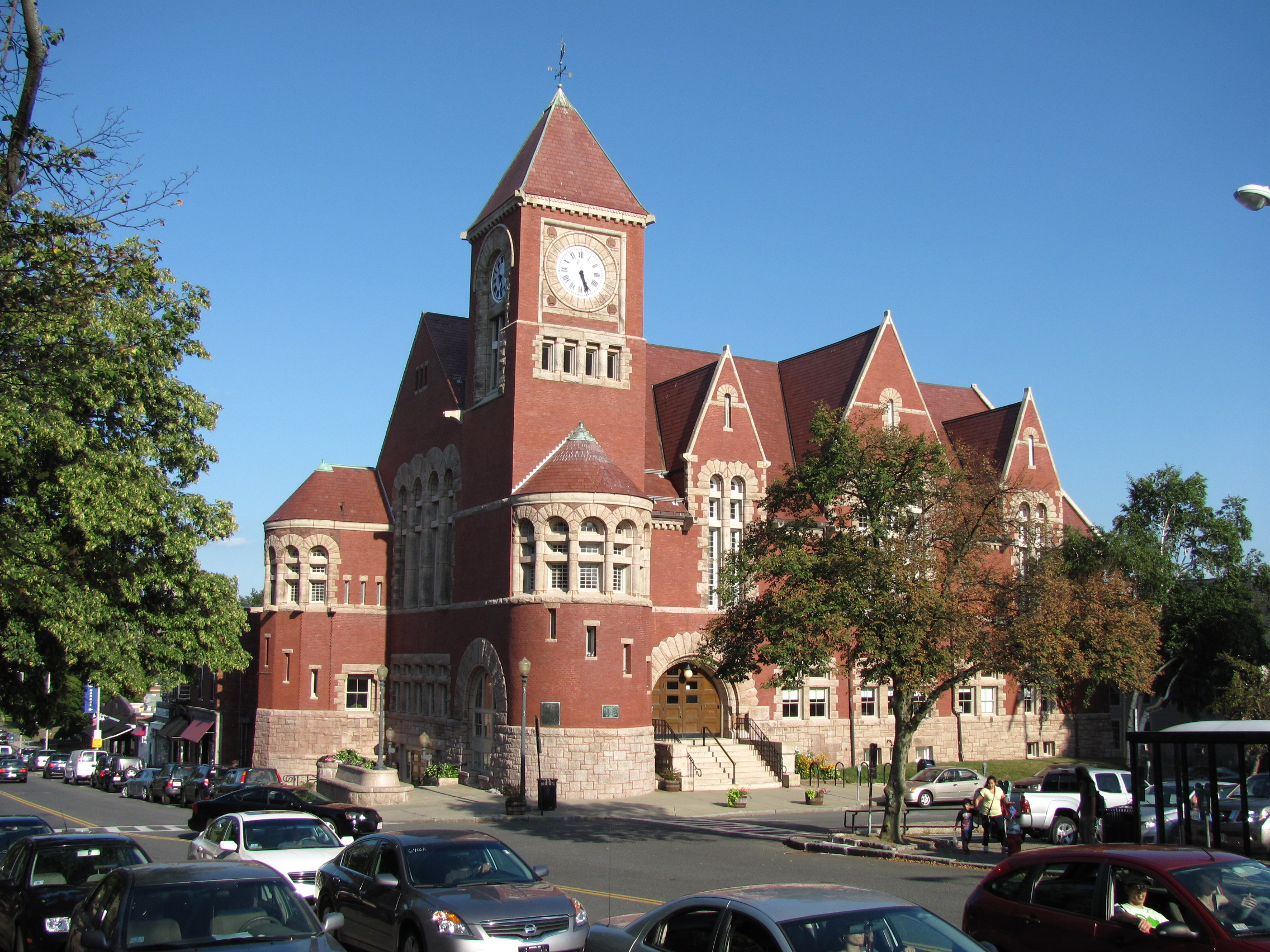
町役場l

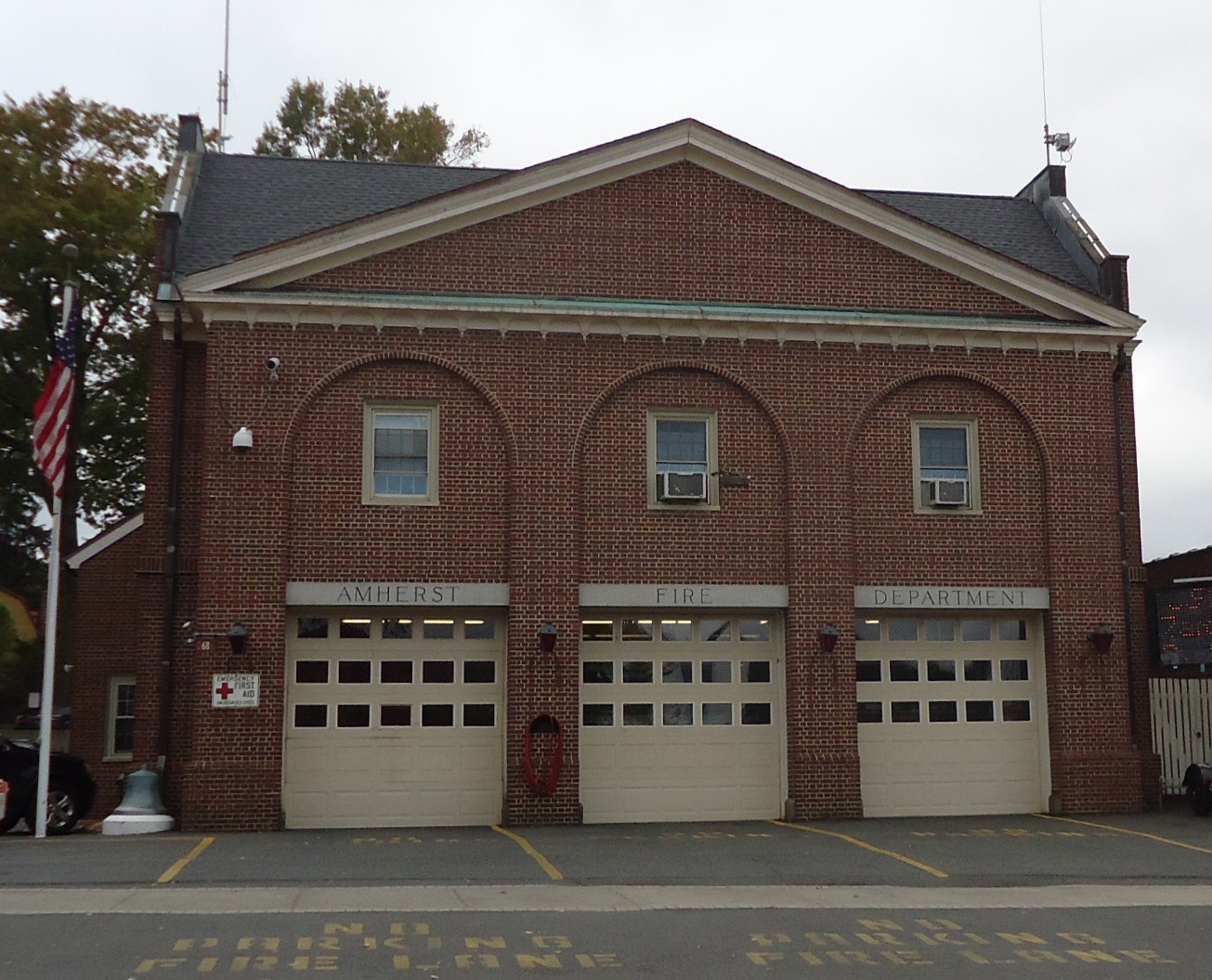
消防署

アマーストの町政は、市長・市政委員会方式や市政委員会・マネジャー方式の採用に移行していないことで、その大きさに比較すると州内でも数少ない町の1つである。その代わりに伝統的なタウンミーティング（立法）と選別者委員会（行政）の方式を維持しているが、特殊な州法によってタウンミーティングを町内の選挙区から選ばれた代表で開催しているというのが重要な修正点である。さらに選別者委員会は町マネジャーを雇用し、町の運営に関する日々の管理を行わせている。
近年、254人の代表によるタウンミーティングを廃止し、直接選挙で選ばれた1人の市長と9人で構成される町政委員会を備える新しい町憲章を制定する動きがあった。しかしこの憲章は2003年春に14票差で、さらに2005年3月29日には252票差で否決された。
アマースト保存委員会は、1日の大半で地元保存地域（アマースト・ブルックとミラー川下流）に犬を離すことを禁じている。この決定は委員の幾らかの反対があったが執行された。

## 交通
地元自治体政府と5大学によって設立されたパイオニア・バレー交通局 (PVTA)が地域の公共交通を担当しており、学校の授業がある期間は週末でも早朝から運行されている。アマーストの乗車賃はメンバーとなる教育機関が前払いしている。学生と職員はどのバスに乗る時もその身分証を提示するだけでよい。
旅客鉄道は、アムトラックのアマースト駅から、ワシントンD.C.とバーモント州セントオールバンズを結ぶ「バーモンター」列車を利用できる。ニューヨーク市とワシントンD.C.にはスプリングフィールドから便数が多く出ている。
航空の国内および国際便を利用できる最も近い空港は、コネチカット州ウィンザーロックスにあるブラッドレー国際空港 (BDL) である。アマーストからは車で1時間の距離にある。国際便の主要路線は90マイル (144 km) 離れたボストンのローガン国際空港 (BOS) から利用できる。
一般用途航空にはノーサンプトン空港 (7B2)、ウェストオーバー都市圏空港 (CEF)、ターナーズフォールズ空港 (0B5) が近い。

## 姉妹都市
- ケニア、ニエリ[10]
- ニカラグア、ラパス・セントロ[11]
- 日本岩手県金ケ崎町[12]

## 著名な出身者

### 歴史上の人物
- エミリー・ディキンソン（1830年-1886年）、詩人、アマーストに生まれ、生活した[13]
- ロバート・フロスト（1874年-1963年）、詩人、ピューリッツァー賞受賞、アマースト大学で教え、引退した
- ノア・ウェブスター（1758年-1843年）、『アメリカ英語辞書』（An American Dictionary of English Language）、通称「ウェブスター辞書」の編纂者
- ウィリアム・スミス・クラーク（1825年-1886年）、政治家、事業家、マサチューセッツ農業カレッジ（現在のマサチューセッツ大学アマースト校）の主要設立者、札幌農学校（現在の北海道大学）の設立者
- メルヴィル・デューイ（1851年-1931年）、図書館学者、1876年にアマースト大学の司書補であるときに、デューイ十進分類法を考案した
- チヌア・アチェベ（1930年-2013年）、ナイジェリア出身の小説家、1972年から1976年までマサチューセッツ大学の教授
- ポール・ニッツェ（1907年-2004年）、政治家、外交官、アマースト生まれ、戦後アメリカの防衛政策を形成した

### アマースト生まれあるいは育ち
- J・マスシス、歌手、ギター奏者、作詞家、バンドはオルタナティヴ・ロックのダイナソーJr.
- エリック・メビウス、俳優、ABCのテレビ番組アグリー・ベティに出演、アマーストの高校で学んだ
- ユマ・サーマン、女優、アカデミー賞にノミネートされたことがある、父はアマースト大学で教えたロバート・サーマン

### アマースト在住
- カサンドラ・クレア、ベストセラー作家、『シャドウハンター』シリーズや『The Infernal Devices』などで知られる
- アーチー・シェップ、ジャズ・ミュージシャン、マサチューセッツ大学の名誉教授

## 見どころ

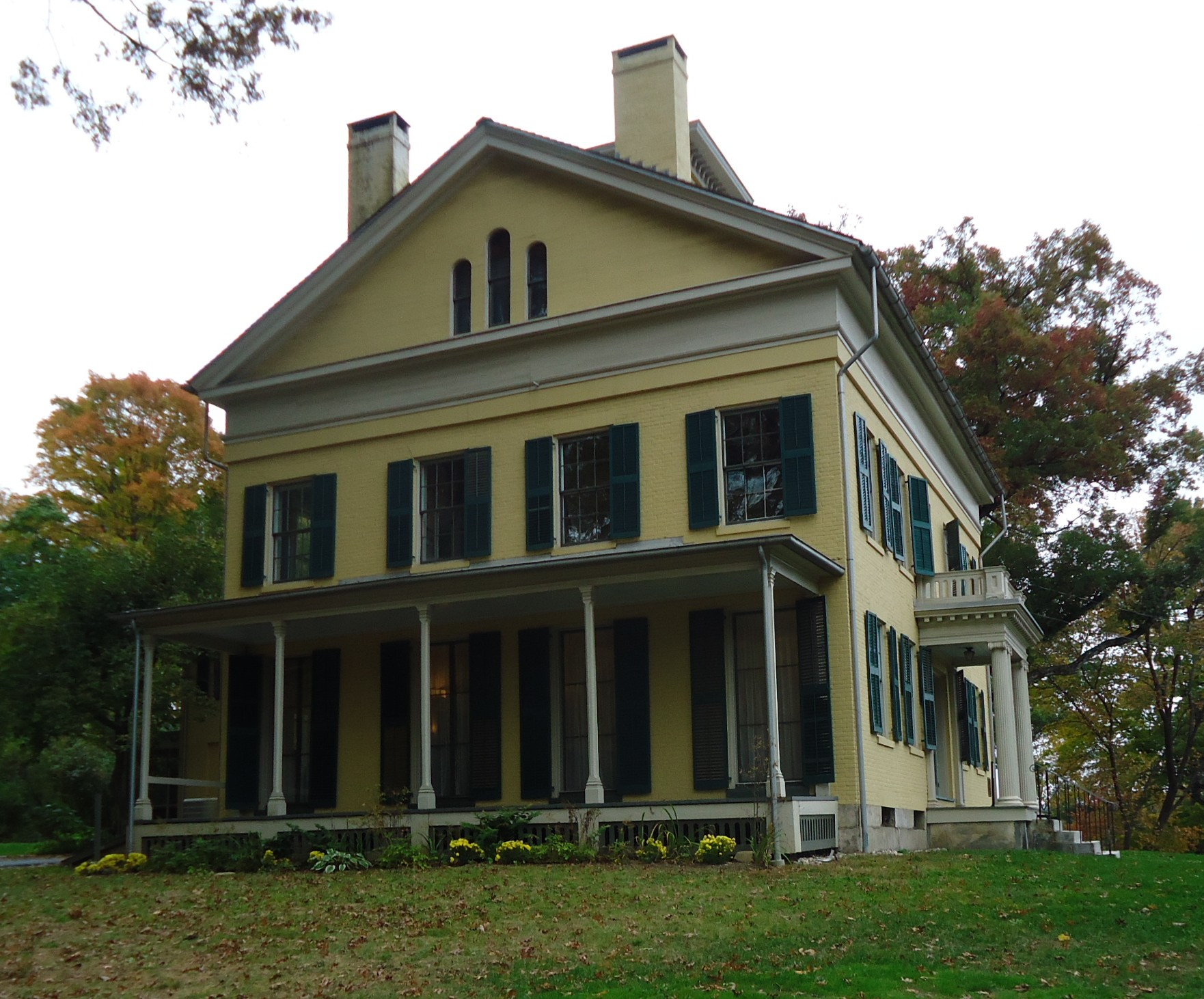
エミリー・ディキンソンの家兼博物館

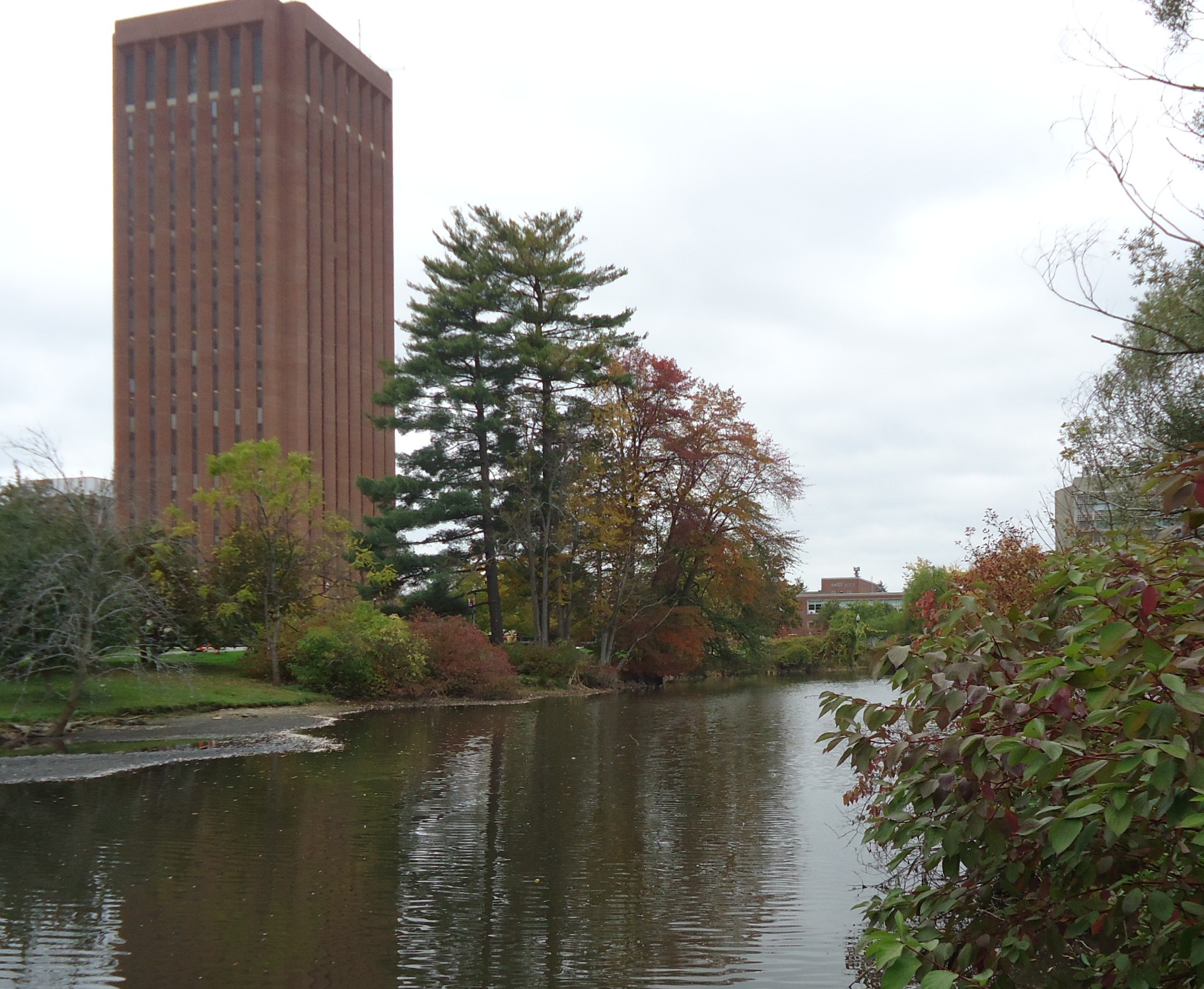
マサチューセッツ大学アマースト校キャンパス、左はデュボイス図書館

- エミリー・ディキンソン邸、詩人エミリー・ディキンソンの生家かつ終生の住処、現在は博物館、ディキンソンは近くのトライアングル通り沿いアマースト・ウェスト墓地に埋葬されている
- アマースト歴史博物館[14]
- アマースト映画芸術センター[15]、芸術と独立系映画を見せる劇場
- マサチューセッツ大学アマースト校W・E・B・デュボイス図書館、26階建てで国内でも最も高い図書館
- アマースト大学自然史博物館、ヒッチコックの足跡化石学キャビネットがある
- ミード美術館、アマースト大学内、アメリカ美術の18,000点を収蔵
- セオドア・ベアード住居、建築家フランク・ロイド・ライトが設計
- ホース洞穴、ホルヨーク山地州立公園のノーウォタック山の麓にある
- 国立イディッシュ書籍センター
- エリック・カール絵本美物館
- ジョーンズ図書館[16]、公共図書館、地元の歴史、エミリー・ディキンソン、ロバート・フォレストなどに関する特別収集品がある
- デジタル・アマースト[17]、町の250周年を記念して創設、画像、マルティメディア、文書を用いた展示
- アマースト地域商工会議所